# Хайнрих I (Плауен)
Хайнрих I фон Плауен „Стари“ (на немски: Heinrich I Vogt von Plauen „der Ältere“; * ок. 1225; † сл. 7 март 1303) от фамилията на „фогтите на Вайда“ е фогт на Плауен (1249/1250 - 1295/1296), „пфандхер“ на Аш, Зелб, Фогтсберг, и Градлиц.
Той е син на фогт Хайнрих IV фон Вайда († 1249) и съпругта му Юта фон Алтенбург († 1268), наследничка на Фогтсберг и Йолзниц, дъщеря на Алберт I фон Алтенбург († 1228/1229). Те се развеждат през 1238 г. Баща му влиза в Тевтонския орден, а майка му Юта основава след раздялата манастир Кроншвиц и става приорин.
През 1244 г. територията на фогтовете на Вайда се разделя на три фогтая „Вайда, Гера и Плауен“.
Брат му Хайнрих I фон Гера „Млади“ († пр. 1274) става фогт на Гера.
На 1 септември 1254 г. маркграф Хайнрих III фон Майсен Светлейший, ландграф на Тюрингия сключва с всички съюз в Грима. През 1281 г. Хайнрих I получава от императора права над Аш в Егерланд и Зелб. Той купува Ронебург и Шмьолн.
През края на 1290 г. германският крал Рудолф фон Хабсбург го прави управител на Плайсенланд. През април 1293 г. той е съдия при конфликта между ветинските братя маркграфовете Фридрих I фон Майсен и Дитрих IV фон Лужица.

## Фамилия
Хайнрих I фон Плауен се жени 1247 г. (лиценц на 20 януари 1253 г. в Перужа) за роднината си Аделхайд фон Лобдебург-Лойхтенберг († пр. април 1271), дъщеря на Херман фон Лобдебург-Лойхтенберг († сл. 1256) и Мехтхилд фон Кверфурт-Магдебург († сл. 1254). Те имат два сина:
- Хайнрих II фон Плауен „"der Böhme"“ (* ок. 1250; † ок. 1302), фогт на Плауен (1274 – 1302), женен за Катарина фон Ризенбург (* ок. 1260; † пр. 1333), дъщеря на Борзо фон Ритенбург
- Хайнрих I фон Плауен-Ройс, наречен „Ройс“ „"the Reussian"“ (* ок. 1256; † 4 ноември 1292/12 декември 1295), фогт на Плауен (младата линия), женен на 20 март/пр. 30 март 1289 г. за графиня Юта фон Шварцбург-Бланкенбург († сл. 10 май 1329), дъщеря на граф Хайнрих V фон Шварцбург-Бланкенбург († 1287) и София Даниловна Галицкая от Халич († ок. 1290)

Хайнрих I фон Плауен се жени втори път пр. април 1271 г. за Кунигунда фон Лютцелщайн († 23 април 1302), дъщеря на граф Хуго III фон Лютцелщайн († сл. 1283) и Елизабет фон Саарбрюкен († сл. 1271). Те имат децата:
- Аделхайд фон Плауен († сл. 18 август 1317), омъжена за Анарг I фон Валденбург-Волкенщайн († 18 август 1317), син на рицар Хуго фон Валденбург († сл. 1262)
- Хайнрих фон Плауен († сл. 1306), домиктински приор в Плауен (1294 – 1306)
- Агнес фон Плауен († сл. 1328), приорес в Кроншвиц (1301 – 1302), монахиня Кроншвиц (1326 – 1328)
- дъщеря фон Плауен († сл. 1302), монахиня Кроншвиц
- Мехтилд фон Плауен († сл. 14 октомври 1328), приорес в Кроншвиц (1304 – 1328)